# 얼룩날개모기
얼룩날개모기는 얼룩날개모기속(Anopheles)에 속하는 모기의 총칭으로 주로 말라리아 균을 옮긴다. 때문에 '말라리아모기', '학질모기'라고도 불리며, 그리스어 속명은 ‘쓸모없는’이라는 뜻이다.

## 하위 종
전 세계에 분포하는 종은 총 484종이며, 그 중 한반도에는 8종이 알려져 있다.
- 가중국얼룩날개모기 Anopheles (Anopheles) sineroides Yamada, 1924
- 레스터얼룩날개모기 Anopheles (Anopheles) lesteri Baisas and Hu, 1936
- 벨렌얼룩날개모기 Anopheles (Anopheles) belenrae Rueda, 2005
- 일본얼룩날개모기 Anopheles (Anopheles) lindesayi japonicus 바봉ㅁㄴㅇㅁㅇㅁㅇㅈㅇ8
- 잿빛얼룩날개모기 Anopheles (Anopheles) pullus Yamada, 1937
- 중국얼룩날개모기 Anopheles (Anopheles) sinensis Wiedemann, 1828
- 클라인얼룩날개모기 Anopheles (Anopheles) kleini Rueda, 2005
- 한국얼룩날개모기 Anopheles (Anopheles) koreicus Yamada and Watanabe, 1918

## 같이 보기
- 열대병